# Лебо (Канзас)
Лебо (енгл. Lebo) град је у америчкој савезној држави Канзас.

## Демографија
По попису из 2010. године број становника је 940, што је 21 (-2,2%) становника мање него 2000. године.
| Група             | 2000.       | 2010.       |
| Белци             | 926 (96,4%) | 919 (97,8%) |
| Афроамериканци    | 0 (0,0%)    | 3 (0,3%)    |
| Азијати           | 0 (0,0%)    | 0 (0,0%)    |
| Хиспаноамериканци | 27 (2,8%)   | 13 (1,4%)   |
| Укупно            | 961         | 940         |